# Delia coarctata
Delia coarctata är en tvåvingeart som först beskrevs av Fallen 1825.  Delia coarctata ingår i släktet Delia och familjen blomsterflugor. Arten är reproducerande i Sverige. Inga underarter finns listade i Catalogue of Life.